# 开环芬太尼
开环芬太尼是一种含氮有机化合物，化学式C22H30N2O，属于芬太尼的哌啶开环类似物，能作为類阿片镇痛药。
拉丁语 secō 义为“to cut，to cleave”，即切断、裂开之义。
- “闭环”芬太尼
- 开环芬太尼